# Taekwondo nos Jogos Olímpicos de Verão de 2020 - Mais de 80 kg masculino
A categoria mais de 80 kg masculino do taekwondo nos Jogos Olímpicos de Verão de 2020 ocorreu em 27 de julho de 2021 no Makuhari Messe, em Tóquio. Um total de 16 taekwondistas, cada um representando um Comitê Olímpico Nacional (CON), participaram do evento.

## Qualificação
Um total de 16 vagas foram atribuídas para a categoria até 80 kg masculino, cada um representando um CON, conforme abaixo:
- 6 pelo Ranking Olímpico da WTF de dezembro de 2019;
- 2 pelo torneio qualificatório africano;
- 1 pelo torneio qualificatório da Oceania;
- 2 pelo torneio qualificatório pan-americano;
- 2 pelo torneio qualificatório europeu;
- 2 pelo torneio qualificatório asiático;
- 1 por convite da Comissão Tripartite.

## Formato
A chave principal consistiu de um torneio em formato de eliminatória, até à final em que se discutiu a medalha de ouro. Os oito primeiros cabeças de chave foram distribuídos para não se enfrentarem nas fases iniciais. Os restantes qualificados foram distribuídos aleatoriamente.
Foram atribuídas duas medalhas de bronze, com recurso a uma repescagem para encontrar os terceiros colocados do pódio. Todos os competidores que perderam para um dos finalistas competiu na repescagem, igualmente em formato de eliminatória. Os vencidos das semifinais enfrentaram os dois melhores da repescagem na disputa pelo bronze.

## Calendário
Horário local (UTC+9)
| Data                | Horário | Fase                |
| ------------------- | ------- | ------------------- |
| 27 de julho de 2021 | 9:15    | Oitavas de final    |
| 27 de julho de 2021 | 15:15   | Quartas de final    |
| 27 de julho de 2021 | 17:15   | Semifinal           |
| 27 de julho de 2021 | 20:15   | Repescagem          |
| 27 de julho de 2021 | 21:15   | Disputa pelo bronze |
| 27 de julho de 2021 | 22:15   | Final               |

## Medalhistas
| Ouro   | ROC Vladislav Larin            |
| Prata  | MKD Dejan Georgievski          |
| Bronze | KOR In Kyo-don CUB Rafael Alba |

## Resultados
A competição foi realizada em um único dia (27 de julho) até a definição dos medalhistas:

### Chaveamento
|  | Oitavas de final           | Oitavas de final           | Oitavas de final |  |  | Quartas de final      | Quartas de final      | Quartas de final      |    |                | Semifinais          | Semifinais          | Semifinais |  |  | Final | Final | Final |
|  |                            |                            |                  |  |  |                       |                       |                       |    |                |                     |                     |            |  |  |       |       |       |
|  | 13CRO Ivan Šapina          | 13CRO Ivan Šapina          | 6                |  |  |                       |                       |                       |    |                |                     |                     |            |  |  |       |       |       |
|  | 4MEX Carlos Sansores       | 4MEX Carlos Sansores       | 4                |  |  | CRO Ivan Šapina       | CRO Ivan Šapina       | 6                     |    |                |                     |                     |            |  |  |       |       |       |
|  | 5GBR Mahama Cho            | 5GBR Mahama Cho            | 4                |  |  | CHN Sun Hongyi        | CHN Sun Hongyi        | 8                     |    |                |                     |                     |            |  |  |       |       |       |
|  | 12CHN Sun Hongyi           | 12CHN Sun Hongyi           | 7                |  |  |                       |                       |                       |    | CHN Sun Hongyi | CHN Sun Hongyi      | 3                   |            |  |  |       |       |       |
|  | 9GAB Anthony Obame         | 9GAB Anthony Obame         | 5                |  |  |                       | ROC Vladislav Larin   | ROC Vladislav Larin   | 30 |                |                     |                     |            |  |  |       |       |       |
|  | 8SLO Ivan Trajkovič        | 8SLO Ivan Trajkovič        | 26               |  |  | SLO Ivan Trajkovič    | SLO Ivan Trajkovič    | 3                     |    |                |                     |                     |            |  |  |       |       |       |
|  | 1ROC Vladislav Larin       | 1ROC Vladislav Larin       | 24               |  |  | ROC Vladislav Larin   | ROC Vladislav Larin   | 16                    |    |                |                     |                     |            |  |  |       |       |       |
|  | 16TGA Pita Taufatofua      | 16TGA Pita Taufatofua      | 3                |  |  |                       |                       |                       |    |                | ROC Vladislav Larin | ROC Vladislav Larin | 15         |  |  |       |       |       |
|  | 15AFG Farzad Mansouri      | 15AFG Farzad Mansouri      | 12               |  |  |                       | MKD Dejan Georgievski | MKD Dejan Georgievski | 9  |                |                     |                     |            |  |  |       |       |       |
|  | 2KOR In Kyo-don            | 2KOR In Kyo-don            | 13               |  |  | KOR In Kyo-don        | KOR In Kyo-don        | 10                    |    |                |                     |                     |            |  |  |       |       |       |
|  | 7GER Alexander Bachmann    | 7GER Alexander Bachmann    | 7                |  |  | KAZ Ruslan Zhaparov   | KAZ Ruslan Zhaparov   | 2                     |    |                |                     |                     |            |  |  |       |       |       |
|  | 10KAZ Ruslan Zhaparov      | 10KAZ Ruslan Zhaparov      | 11               |  |  |                       |                       |                       |    | KOR In Kyo-don | KOR In Kyo-don      | 6                   |            |  |  |       |       |       |
|  | 11CIV Seydou Gbané         | 11CIV Seydou Gbané         | 15               |  |  |                       | MKD Dejan Georgievski | MKD Dejan Georgievski | 12 |                |                     |                     |            |  |  |       |       |       |
|  | 6NIG Abdoul Razak Issoufou | 6NIG Abdoul Razak Issoufou | 9                |  |  | CIV Seydou Gbané      | CIV Seydou Gbané      | 4                     |    |                |                     |                     |            |  |  |       |       |       |
|  | 3CUB Rafael Alba           | 3CUB Rafael Alba           | 8                |  |  | MKD Dejan Georgievski | MKD Dejan Georgievski | 9                     |    |                |                     |                     |            |  |  |       |       |       |
|  | 14MKD Dejan Georgievski    | 14MKD Dejan Georgievski    | 11               |  |  |                       |                       |                       |    |                |                     |                     |            |  |  |       |       |       |

### Repescagem
|  | Repescagem          | Repescagem |                    |   | Disputa pelo bronze | Disputa pelo bronze |
|  |                     |            |                    |   |                     |                     |
|  |                     |            |                    |   |                     |                     |
|  |                     |            |                    |   |                     |                     |
|  |                     |            |                    |   |                     |                     |
|  |                     |            |                    |   |                     |                     |
|  |                     |            |                    |   |                     |                     |
|  | KOR In Kyo-don      | 5          |                    |   |                     |                     |
|  | KOR In Kyo-don      | 5          |                    |   |                     |                     |
|  |                     |            | SLO Ivan Trajkovič | 4 |                     |                     |
|  | TGA Pita Taufatofua | 1          | SLO Ivan Trajkovič | 4 |                     |                     |
|  | TGA Pita Taufatofua | 1          |                    |   |                     |                     |
|  | SLO Ivan Trajkovič  | 22         |                    |   |                     |                     |
|  | SLO Ivan Trajkovič  | 22         |                    |   |                     |                     |

|  | Repescagem       | Repescagem |                 |   | Disputa pelo bronze | Disputa pelo bronze |
|  |                  |            |                 |   |                     |                     |
|  |                  |            |                 |   |                     |                     |
|  |                  |            |                 |   |                     |                     |
|  |                  |            |                 |   |                     |                     |
|  |                  |            |                 |   |                     |                     |
|  |                  |            |                 |   |                     |                     |
|  | CHN Sun Hongyi   | 4          |                 |   |                     |                     |
|  | CHN Sun Hongyi   | 4          |                 |   |                     |                     |
|  |                  |            | CUB Rafael Alba | 5 |                     |                     |
|  | CUB Rafael Alba  | 8          | CUB Rafael Alba | 5 |                     |                     |
|  | CUB Rafael Alba  | 8          |                 |   |                     |                     |
|  | CIV Seydou Gbané | 2          |                 |   |                     |                     |
|  | CIV Seydou Gbané | 2          |                 |   |                     |                     |